# Küçükdona, Alaca
Küçükdona là một xã thuộc huyện Alaca, tỉnh Çorum, Thổ Nhĩ Kỳ.